# Prvenstvo ONS Dubrovnik 1985./86.
Prvenstvo Općinskog nogometnog saveza (ONS) Dubrovnik  (također i kao Općinska nogometna liga Dubrovnik) je predstavljala ligu petog stupnja nogometnog prvenstva Jugoslavije u sezoni 1985./86. 

Liga se sastojala od dvije skupine - Konavle (8 klubova, prvak "Jadran" iz Ljute) i  Pelješac (8 klubova, prvak "Dubrovačko primorje" iz Smokovljana). Prvaci skupina su potom razoigravali za pobjednika lige. 

## Skupina Konavle

### Ljestvica
| mj. | klub               | ut. | pob. | ner. | por. | gol+ | gol- | bod |
| --- | ------------------ | --- | ---- | ---- | ---- | ---- | ---- | --- |
| 1.  | Jadran Ljuta       | 14  |      |      |      |      |      | 24  |
| 2.  | Enkel Popovići     | 14  |      |      |      |      |      | 22  |
| 3.  | Velebit Močići     | 14  |      |      |      |      |      | 21  |
| 4.  | Vitoš Vitaljina    | 14  |      |      |      |      |      | 14  |
| 5.  | Hajduk Radovčići   | 14  |      |      |      |      |      | 13  |
| 6.  | Croatia Gabrili    | 14  |      |      |      |      |      | 7   |
| 7.  | Istok Mikulići     | 14  |      |      |      |      |      | 5   |
| 8.  | Omladinac Vodovađa | 14  |      |      |      |      |      | 4   |

### Rezultatska križaljka
| kratica | klub               | CRO | ENK | HAJ | IST | JAD | OML | VEL | VIT |
| --- | ------------------ | --- | --- | --- | --- | --- | --- | --- | --- |
| CRO | Croatia Gabrili    |     |     |     |     |     |     |     |     |
| ENK | Enkel Popovići     |     |     |     |     |     |     |     |     |
| HAJ | Hajduk Radovčići   |     |     |     |     |     |     |     |     |
| IST | Istok Mikulići     |     |     |     |     |     |     |     |     |
| JAD | Jadran Ljuta       |     |     |     |     |     |     |     |     |
| OML | Omladinac Vodovađa |     |     |     |     |     |     |     |     |
| VEL | Velebit Močići     |     |     |     |     |     |     |     |     |
| VIT | Vitoš Vitaljina    |     |     |     |     |     |     |     |     |
| |                    |     |     |     |     |     |     |     |     |
| podebljan rezultat - utakmice od 1. do 7. kola (1. utakmica između klubova) rezultat normalne debljine - utakmice od 8. do 14. kola (2. utakmica između klubova) rezultat nakošen - nije vidljiv redoslijed odigravanja međusobnih utakmica iz dostupnih izvora rezultat nakošen i smanjen * - iz dostupnih izvora nije uočljiv domaćin susreta prekrižen rezultat - poništena ili brisana utakmica p - utakmica prekinuta 3:0 p.f. / 0:3 p.f. - rezultat 3:0 bez borbe |                    |     |     |     |     |     |     |     |     |

 Izvori: 

## Skupina Pelješac

### Ljestvica
| mj. | klub                            | ut.                | pob.               | ner.               | por.               | gol+               | gol-               | bod                |
| --- | ------------------------------- | ------------------ | ------------------ | ------------------ | ------------------ | ------------------ | ------------------ | ------------------ |
| 1.  | Dubrovačko primorje Smokovljani | 12                 |                    |                    |                    |                    |                    | 16                 |
| 2.  | Iskra Janjina                   | 12                 |                    |                    |                    |                    |                    | 15                 |
| 3.  | Rat Kuna Pelješka               | 12                 |                    |                    |                    |                    |                    | 14                 |
| 4.  | Faraon Trpanj                   | 11                 |                    |                    |                    |                    |                    | 13                 |
| 5.  | Primorje Zaton Doli             | 12                 |                    |                    |                    |                    |                    | 12                 |
| 6.  | Crnogorac Putniković            | 11                 |                    |                    |                    |                    |                    | 12                 |
| 7.  | Radnički Oskorušno              | 12                 |                    |                    |                    |                    |                    | 10                 |
|     | Croatia Ošlje                   | isključeni iz lige | isključeni iz lige | isključeni iz lige | isključeni iz lige | isključeni iz lige | isključeni iz lige | isključeni iz lige |

- "Croatia" iz Ošlja diskvalificirana i iskljkučena iz natjecanja zbog svog politički nepodobnog znakovlja, te joj je potom zabranjeno djelovanje

### Rezultatska križaljka
| kratica | klub                            | CRN | DUBP | FAR | ISK | PRI | RAD | RAT | CRO |
| --- | ------------------------------- | --- | ---- | --- | --- | --- | --- | --- | --- |
| CRN | Crnogorac Putniković            |     |      |     |     |     |     |     |     |
| DUBP | Dubrovačko primorje Smokovljani |     |      |     |     |     |     |     |     |
| FAR | Faraon Trpanj                   |     |      |     |     |     |     |     |     |
| ISK | Iskra Janjina                   |     |      |     |     |     |     |     |     |
| PRI | Primorje Zaton Doli             |     |      |     |     |     |     |     |     |
| RAD | Radnički Oskorušno              |     |      |     |     |     |     |     |     |
| RAT | Rat Kuna Pelješka               |     |      |     |     |     |     |     |     |
| CRO | Croatia Ošlje                   |     |      |     |     |     |     |     |     |
| |                                 |     |      |     |     |     |     |     |     |
| podebljan rezultat - utakmice od 1. do 7. kola (1. utakmica između klubova) rezultat normalne debljine - utakmice od 18. do 14. kola (2. utakmica između klubova) rezultat nakošen - nije vidljiv redoslijed odigravanja međusobnih utakmica iz dostupnih izvora rezultat nakošen i smanjen * - iz dostupnih izvora nije uočljiv domaćin susreta prekrižen rezultat - poništena ili brisana utakmica p - utakmica prekinuta 3:0 p.f. / 0:3 p.f. - rezultat 3:0 bez borbe |                                 |     |      |     |     |     |     |     |     |

 Izvori: 